# Lee Unkrich
Lee Edward Unkrich (8 d'agost de 1967) és un director de cinema i muntador estatunidenc.
Es va graduar a la Universitat del Sud de Califòrnia en 1990 i en 1994 va començar a treballar com a muntatgista en la productora de pel·lícules d'animació Pixar. Després d'haver codirigit tres pel·lícules de Pixar, Toy Story 2, Monsters, Inc. i Buscant en Nemo, va debutar com a director amb Toy Story 3. En 2017 va estrenar Coco.
És membre de l'American Cinema Editors. Està casat amb Laura Century, amb qui té tres fills: Hannah, Alice, i Max.
El 18 de gener de 2019 va anunciar públicament en el seu compte oficial de Twitter que deixava de treballar en Pixar. També li va dir a The Hollywood Reporter que “no marxo per a fer pel·lícules en un altre estudi; busco passar molt de temps necessari amb la meva família i perseguir interessos que tinc des de fa temps”.
Ell també va tuitar la carta de comiat que va escriure als seus companys de treball en Pixar

## Filmografia

### Televisió
- Silk Stalkings (sèrie de televisió, 1991, director, muntador)
- Prison Stories: Women on the Inside (1991) (assistent de producció)
- Renegade (1993) (ajudant de muntador)
- Betrayed by Love (1994) (ajudant de muntador)
- Separated by Murder (1995) (muntador)

### Pel·lícules
- Toy Story (1995, muntador)
- A Bug's Life (1998, muntador)
- Toy Story 2 (1999, codirector, muntador, veu)
- Monsters, Inc. (2001, codirector, muntador)
- Buscant en Nemo (2003, codirector, muntador)
- Cars (2006, muntador)
- Ratatouille (2007, muntador)
- Toy Story 3 (2010, director, guionista, veu)
- Monsters University (2013, productor executiu)
- El viatge d'Arlo (2015, productor executiu)
- Coco (2017, director, guionista)
- Toy Story 4 (2019)[5] (productor executiu)
- Onward (2020) (editor auxiliar)